# 20 de març
El 20 de març és el setanta-novè dia de l'any del calendari gregorià i el vuitantè en els anys de traspàs. Queden 286 dies per a finir l'any.

## Esdeveniments
Països Catalans
- 1350 - Perpinyà: Pere el Cerimoniós crea la Universitat de Perpinyà, en la forma d'un Estudi General, la tercera més antiga de la corona d'Aragó i una de les primeres del món.[1]
- 1829 - Torrevella: terratrèmol de Torrevella.[2]
- 1925 - Catalunya: malgrat haver promès a la Lliga Regionalista que no ho faria (a canvi del seu suport), Primo de Rivera dissol la Mancomunitat de Catalunya. (Dictadura de Primo de Rivera).[3]
- 1929 - Barcelonaː Francesc Cambó crea el Conferentia Club, presidit per Isabel Llorach.[4]
- 1980 - Catalunya: s'hi celebren les primeres eleccions al Parlament de Catalunya des del temps de la Segona República Espanyola; Heribert Barrera en serà elegit president i Jordi Pujol esdevindrà president de la Generalitat.

Resta del món
- 1179 - Sòria: Es firma el Tractat de Cazola.
- 1413 - Enric V esdevé rei d'Anglaterra.
- 1602 - creació de la Companyia Holandesa de les Índies Orientals.
- 1760 - Boston, Estats Units: Un gran incendi destrueix 349 edificis.[5]
- 1815 - Napoleó Bonaparte torna a França, després d'escapar de l'illa d'Elba, per a governar durant els Cent Dies
- 1848 - abdicació del rei Lluís I de Baviera a favor del seu fill Maximilià II de Baviera.[6]
- 1916 - Albert Einstein publica la seva Teoria de la Relativitat.
- 1922 - es designa l'USS Langley com el primer porta-avions nord-americà.
- 1956 - Tunísia: Habib Bourguiba signa amb el president de govern francès Edgar Faure el Tractat que proclama la independència del país.
- 1969 - Gibraltar, Gran Bretanya: John Lennon es casa amb Yoko Ono
- 1995 - Tòquio (Japó): atac de l'organització terrorista Aum Shinrikyo al metro de Tòquio.
- 2003 - l'Iraq: tropes estatunidenques i britàniques comencen la invasió del país en conquerir la ciutat portuària d'Umm Qasr: és l'inici de la guerra de l'Iraq.
- 2004 - Món: es fan manifestacions multitudinàries en contra de l'ocupació de l'Iraq a les principals ciutats del món occidental.
- 2005 - Naseerabad (el Balutxistan): un atemptat contra un santuari xiïta fa més de trenta-cinc morts.

## Naixements
Països Catalans
- 1678 - Barcelona: Antoni Viladomat i Manalt, pintor barroc català.
- 1873 - Sant Gervasi: Dolors Mestre i Climent, dona del filòleg català Pompeu Fabra (m. 1964).
- 1901 - Ciutadella de Menorca: Catalina Llabrés Piris, primera dona farmacèutica de les Illes Balears (m. 1985).[7]
- 1932 - Barcelona: Montserrat Trueta i Llacuna, activista social catalana (m. 2018).[8]
- 1938 - Sueca, Ribera Baixa: Josep Palàcios i Martínez, escriptor valencià en llengua catalana.[9]
- 1949 - Reus: Teresa Gomis de Barbarà, matemàtica i professora, política catalana, regidora municipal i diputada al Congrés dels Diputats en la X legislatura.[10]
- 1958 - Barcelona: Elisenda Malaret, jurista catalana, doctora en Dret i catedràtica de Dret Administratiu, diputada al Congrés.[11]
- 1961 - Barcelona: Blanca Busquets i Oliu, escriptora, filòloga i guionista catalana.[12]
- 1975 - Cercs, Berguedà: Flora Saura, presentadora de televisió i de ràdio catalana.[13]
- 1978 - Montmeló: Montse Morillo, actriu de teatre, cinema i televisió catalana.[14]
- 1979 - València: Silvia Navarro Jiménez, jugadora d'handbol valenciana, medallista olímpica.[15]
- 1989 - Villanova i la Geltrú: Estela García, atleta velocista catalana.[16]
- 1993 - Torroella de Montgrí: Esther Sullastres Ayuso és una futbolista catalana.[17]

Resta del món
- 43 aC - Sulmo, República Romana (actual Sulmona, Itàlia): Ovidi, poeta romà.
- 1612 - Northampton: Anne Bradstreet, la primera escriptora i poeta estatunidenca a publicar un llibre (m. 1672).[18]
- 1770 - Lauffen am Neckar, Ducat de Württemberg: Friedrich Hölderlin, poeta alemany (m. 1843).[19]
- 1809 - Soròtxyntsi, Ucraïna: Nikolai Gógol, escriptor en rus ucraïnès (m. 1852)[20]
- 1810 - Carpineto Romano, Estats Pontificis (Imperi Francès): LLeó XIII, nom que va adoptar el cardenal Vincenzo Gioacchino Pecci quan va esdevenir el 256è Papa de l'Esglesia Catòlica (m. 1903).[21]
- 1820 - Bârlad, Romania: Alexandru Ioan Cuza, fundador de la Romania moderna (m. 1873).[22]
- 1828 - Skien, Noruega: Henrik Ibsen, dramaturg noruec.[23]
- 1856 - Filadelfia, Estats Units: Frederick Winslow Taylor, enginyer estatunidenc (m. 1915).[24]
- 1873 - Semionovo, Imperi Rus: Serguei Rakhmàninov, compositor (m. 1943).[25]
- 1879 - Ontario: Maud Menten, metgessa canadenca, feu importants contribucions a la cinètica enzimàtica i la histologia (m. 1960).[26]
- 1882 - Le Havre, França: René Coty, advocat i polític francès, 17è president de França (m. 1962)[27]
- 1888 - Madrid: Maria Rodrigo Bellido, pianista i compositora espanyola (m. 1967).[28]
- 1890 - 
  - Budapest, Hongria: Elizabeth Rona, química nuclear hongaresa nacionalitzada estatunidenca (m. 1981).[29]
  - Copenhaguen, Dinamarca: Lauritz Melchior, tenor danès nacionalitzat estatunidenc.
- 1891 - Feltham, Middlesex (Anglaterra): Edmund Goulding, actor, guionista, lletrista de cançons, novel·lista i director de teatre i cinema britànic (m. 1959).[30]
- 1900 - Colquechaca, Bolívia: Amelia Villa, escriptora i la primera metgessa boliviana (m. 1942).[31]
- 1908 - 
  - Bristol, Anglaterra: Michael Redgrave, actor anglès.
  - Muckum, Lemgo: Maria Osten, periodista alemanya, corresponsal en la Guerra Civil Espanyola (m. 1942).[32]
- 1911 - Zamora, Mèxic: Alfonso García Robles, diplomàtic mexicà, Premi Nobel de la Pau de 1982.[33]
- 1915 - Arkansas: Rosetta Tharpe, cantant i guitarrista nord-americana pionera (m.1973).[34]
- 1920 - el Caire: Andrée Chedid, escriptora francesa d'origen cristià libanès (m. 2011).[35]
- 1924 - Hanoï, Indoxina: Jacqueline Alduy, política francesa i nord-catalana, senadora i batllessa d'Els Banys i Palaldà (m. 2016).[36]
- 1935 - Sevilla: Lolita Sevilla, cantant i actriu espanyola (m. 2013).[37]
- 1936 - Nova York: Evelyn Fox Keller, física nord-americana, biòloga matemàtica.[38]
- 1937 - barri de la Latina, Madrid: Lina Morgan, vedette i actriu espanyola (m. 2015).[39]
- 1940 - Elkins Park, Pennsylvania, Estats Units: Mary Ellen Mark, fotògrafa americana (m. 2015).[40]
- 1943:
  - Ohio: Douglas Tompkins, empresari multimilionari estatunidenc, creador de la marca The North Face.
  - Madrid: Jaime Chávarri, director de cinema, guionista, director artístic i actor espanyol.[41]
- 1944 - Landsberg am Lech, Alemanya: Erwin Neher, metge i biofísic alemany, Premi Nobel de Medicina o Fisiologia de 1991.[42]
- 1946 - Łódź: Katarzyna Chałasińska-Macukow, acadèmica polonesa, professora de físiques, rectora de la Universitat de Varsòvia.
- 1950 - Washington DC, Estats Units: William Hurt, actor estatunidenc.[43]
- 1955 - Londres, Regne Unit: Marina Sirtis, actriu anglesa.
- 1956 - Upholland (Lancashire)ː Catherine Ashton, política britànica.[44]
- 1957 - Atlanta, Estats Units: Spike Lee, guionista, director i productor de cinema estatunidenc.[45]
- 1958 - Conyers, Estats Units: Holly Hunter, actriu estatunidenca.[46]
- 1976 - Phoenix, Estats Units: Chester Bennington, cantant estatunidenc, vocalista de Linkin Park (m. 2017).
- 1985 - Grozni, RSSA Txetxènia-Ingúixia: Polina Jerebtsova, poetessa russa nacionalitzada finlandesa.[47]
- 1992 - Tolosa, Guipúscoa: Lara Arruabarrena, tennista basca professional.[48]

## Necrològiques
Països Catalans
- 1969 - Sabadell: Josep Garcia-Planas Cladellas, empresari de la indústria tèxtil (n.1897).
- 2009 - Barcelona: Rosa Castelltort i Vila, atleta catalana, pionera de l'atletisme femení a Catalunya (n. 1910).[49]
- 2011 - Barcelona: Flora Cadena Senallé, pionera del turisme de muntanya als Pirineus.[50]
- 2021 - Capelladesː Anton Font i Bernadet, pedagog i mim. Va ser un dels fundadors de la companyia de teatre Els Joglars (n. 1932).[51]

Resta del món
- 1702 - Kolozsvár (Sacre Imperi): Miklós Kis, tipògraf hongarès, un dels creadors dels tipus moderns (n. 1650).
- 1727 - Londres (Anglaterra): Isaac Newton, físic i matemàtic anglès (n. 1642).[52]
- 1730 - París: Adrienne Lecouvreur, actriu francesa (n. 1692).[53]
- 1766 - Venècia (actual Itàlia): Giovanni Battista Pescetti, organista i compositor (n. ca. 1704).
- 1812 - Saint-Germain-en-Laye (França): Jan Ladislav Dussek pianista i compositor txec (n. 1761).[25]
- 1816 - Rio de Janeiro, Brasil: Maria I de Portugal, reina de Portugal (1777 – 1816) (n. 1734).[54]
- 1894 - Torí (Itàlia): Lajos Kossut, polític hongarès, president d'Hongria el 1849 (n. 1802)[22]
- 1949 - Nova Orleans, Louisiana: Irving Fazola, clarinetista i saxofonista estatunidenc.
- 1968 - Copenhaguen (Dinamarca): Carl Theodor Dreyer director de cinema i guionista danès.(n. 1889).[41]
- 1988 - Cuernavaca, Mèxic: Gil Evans, compositor, director, arranjador i pianista de jazz (n. 1912).[55]
- 1992 - Roubaix, Nord, (França): Georges Delerue, compositor i director musical de cinema, autor de la música d'unes 350 pel·lícules i guanyador l'any 1979 de l'Oscar a la millor banda sonora per A Little Romance. (n. 1925).[25]
- 2004 - Baarn: Juliana I dels Països Baixos, va ser reina dels Països Baixos (n. 1909).[56]

## Festes i commemoracions
- Santoral:
  - Sant Arquip de Colosses, un dels Setanta Deixebles;
  - Sant Cutbert de Lindisfarne, abat;
  - Sant Martí de Braga, bisbe de Braga i Dume;
  - Sant Maurici d'Hongria, dominic;
  - Sant Joan Nepomucè, màrtir;
  - Sant Guillem de Peñacorada, eremita;
  - Sant Wolfram de Fontenelle, monjo;
  - Sants Pau, Ciril, Eugeni i companys màrtirs, a Síria;
  - Sant Francesc Palau i Quer, fundador dels Carmelites Terciaris Descalços;
  - Santa María Josefa Sancho de Guerra, fundadora de les Germanes Serventes de Jesús;
  - Beat Ambròs de Siena, dominic;
  - Beat Ippolito Galantini, fundador de la Confraria de la Doctrina Cristiana (mort 1619)
  - Beat Baptista Mantuà, carmelita.